# 유마경
《유마경》(維摩經, 산스크리트어: विमलकीर्ति सूत्र 비말라키르티 수트라, 티베트어: དྲི་མ་མེད་པར་གྲགས་པས་བསྟན་པ་ཞེས་བྱ་བ་མདོ)은 불교의 경전 가운데 하나이다.

## 이름
산스크리트어 원명은 비말라키르티 니르데샤 수트라(산스크리트어: विमलकीर्तिनिर्देशसूत्र)라고도 하며《반야경》에 이어 나타난 초기 대승경전 중에서도 그 성립이 오랜 것 중의 하나이다.
'비말라'는 '청정무구', '키르티'는 '이름'이라는 뜻으로 비말라키르티는 곧 '깨끗한 이름(淨名)' 또는 '때 묻지 않는 이름(無垢稱)'이라는 뜻을 가지고 있다. '니르데샤'는 '가르침을 설한다'(연설, 설교)는 뜻으로 '수트라'는 '경전'이라는 뜻인데, '비말라키르티'를 한자로 음역한 것이 유마힐(유마라힐), 뜻으로 한역한 것이 무구칭(無垢稱), 정명(淨名)이다. 때문에 유마경을 다른 이름으로 유마힐소설경(維摩詰所說經) · 정명경(淨名經)이라고도 한다.
한국을 비롯해 중국과 일본에서는 요진의 쿠마라지바가 한역할 당시 함께 번역한 제목인 유마경으로 통용되고 있다. 경전의 주인공인 유마힐거사(유마거사)의 산스크리트어 이름인'비말라카르티'를 음역한 것으로 쿠마라지바의 번역은 원문 용어의 정확성보다 그 뜻을 좀 더 쉽게 전달할 수 있는 의역을 위주로 하였다. 이후 7세기 당의 승려 현장이 천축에서 산스크리트어 불경을 가져와 한역할 때 설무구칭경(說無垢稱經)이라는 제목으로 본 경전을 번역하였다.
《불가사의해탈경》(不可思議解脫經)이라고도 하는데, 본 경의 제14장 「위촉품」에서 석가모니 부처가 아난에게 "이 경을 불가사의 해탈문이라고 이름한다."고 한 것에 근거해서 붙여진 이름이다. 이 경의 내용이 상식이나 이론적인 입장을 초월한 불가사의한 종교적 체험의 경지를 서술하고 있기 때문이다.

## 개요
《유마경》은 반야부 계통에 속하는 경전으로 반야경 다음으로 출현한 초기 대승경전 가운데서도 성립이 오랜 경전 가운데 하나이다. 대체로 기원전후에서 서기 300년경 사이에 반야경을 계승한 초기 대승경전으로 보이며, 인도에서는 이미 용수(나가르주나)의 《대지도론》을 비롯한 여러 논서에서 늘 본 경전을 인용하고 있을 정도로 성행하고 있었다.
경의 주된 얼개는 중인도 바이살리 암라팔리 숲에서 설법을 행하던 석가모니 부처가 당대에 재가신자의 모범으로 평가받던 유마힐거사가 병이 들었다는 것을 알고 제자들에게 그를 문병할 것을 명하였으나 일찍이 세속에 몸담고 있으면서도 대승의 가르침을 자각한 유마힐거사로부터 힐난을 들은 적이 있었던 제자들은 물론 보살들 또한 유마힐거사의 병문안을 가는 것을 차례로 사양하는데, 마침내 문수사리보살(묘길상)이 석가모니 부처의 명을 받아 유마힐거사의 병문안을 가게 되고, 두 사람은 형태의 유무와 상대적인 요소에 얽매이지 않고 자유자재하게 대화하면서 유마힐거사의 발언을 통해 기존 출가 중심의 불교를 비판함으로써 불교의 문제점을 비판 지적하고 있다.
《유마경》은 후대 중국의 선불교에 큰 영향을 주었다. 불교 경전 중에서 재가자를 주인공으로 한 경전은 《유마경》과 승만부인을 주인공으로 한 《승만경》만이 남아 있기 때문에 이 두 경은 매우 중요한 경전으로 간주된다. 또한 "마음이 정(淨)하면 국토(國土)도 정하여지니라"는 말을 비롯하여 종교적 명언이 많으며, 특히 중국에서 널리 읽힌데다 초기의 선종(禪宗)에서 매우 중요시되었다.

## 해설
본 경전의 주인공인 유마힐(維摩詰)은 석가모니 부처 당대 바이살리라는 도시에 살고 있던 부호였다. 중인도 갠지스강 지류인 간다아크강의 연안에 발전된 상업도시 바이살리는 화폐경제가 발달하였고 진취적이고 자유로운 정신이 넘쳤던 곳이었다. 유마힐거사는 이 시대의 자유롭고 진취적이며 비판적인 정신을 대표하고 있다고 평가받는다.
유마힐거사는 거사(居士) 즉 불교의 재가신자(在家信者)로써 불교의 진수(眞髓)를 체득하고 청정(淸淨)한 행위를 실천하며 가난한 자에게는 도움을 주고 불량한 자에게는 훈계를 주어 올바른 가르침을 전하고자 노력하였던 인물로 전하고 있다. 세속에 있으면서도 대승의 보살도를 성취하여 출가자와 동일한 종교 이상을 실현하며 살고 있었던 그는 재가신자의 이상상(理想像)이며, 이 유마힐을 모델로 하여 《반야경》에 서술된 공(空)의 사상을 실천적으로 체득하려는 대승보살(大乘菩薩)의 실천도(實踐道)를 강조하고, 세속에 있어서 불도를 실천하고 완성하게 됨을 설법해 드러내고자 한다는 것이 이 경의 내용이다.
《유마경》은 재가신자인 유마힐거사를 중심인물로 내세워 출가 중심주의의 형식적인 부파 불교를 신랄하게 비판하고 대승불교의 진의를 드러내고 있다. 유마힐거사는 방편으로 병이 들었는데, 문병 오는 사람에게 설법하는 것이 목적이었다고 언급된다. 석가모니 부처님은 이러한 사정을 알고 제자들에게 유마거사의 병문안을 갈 것을 명하였지만, 일찍이 유마거사로부터 힐난을 들은 적이 있는 제자들은 병문안 가는 것을 극구 사양하고 마침내 부처님의 명을 받아 유마거사의 병문안을 온 문수사리보살 앞에서 유마힐거사는 기존의 출가중심의 불교에 대한 비판을 통해 당시 불교의 문제점을 비판 지적하고 있다. 경의 주요 내용을 살펴보면 다음과 같다.
첫째, 현실의 국토가 불국토이다. 불국토라는 것이 이상적인 것이 아니라 우리들이 현재 살고 있는 이곳이다. 「불국품」에서 “직심(直心), 심심(深心), 보리심(菩提心)이 보살의 정토이다.” “이 마음이 청정하면 불국토도 청정하다.”라고 하여 정토라는 것은 그것을 실현하고자 하는 보살의 실천정신 가운데 이미 표현되어 있으므로 현실국토가 바로 정토라고 하였다.
둘째, 자비정신의 실천이다. 「문질품」에서 “어리석음과 탐욕, 성내는 마음으로부터 내 병이 생겼습니다. 모든 중생들이 병에 걸려 있으므로 나도 병들었습니다. 만일 모든 중생들의 병이 나으면, 그때 내 병도 나을 것입니다.”라는 유마거사의 말은 중생과 고통을 함께하는 보살의 모습을 표현한 것이다. 즉 보살의 병은 보살의 자비에 의한 것이다. 보살은 이 자비를 실천하기 위해 노력하지 않으면 안 된다고 하고 있다. 번뇌에 싸인 중생들을 깨달음에로 인도하는 것이 보살이다. 5무간죄, 지옥, 아귀, 축생의 3악도, 탐, 진, 치의 3독에 몸을 던지면서도 이에 속박됨이 없는 것이 보살의 길이다.
셋째 평등의 불이사상(不二思想)의 실천이다. 출가, 재가와 같은 이분법적 구분으로는 궁극적인 깨달음을 얻을 수 없다. 보리와 번뇌가 둘이 아니고, 부처와 중생이 둘이 아니며, 정토와 예토가 둘이 아니라는 불이(不二)사상을 통해 절대 평등의 경지에 들어가야 깨달음을 성취할 수 있다. 실상의 진리는 형상이 없고, 생각할 수도 없고, 말할 수도 없는 공의 경지이다. 이러한 궁극적인 깨달음은 언어문자를 초월해 있다.
넷째, 중생들에게 모두 깨달음의 가능성이 있음을 말한다. 유마거사는 현실의 인간이 비록 번뇌를 가지고 악을 행하고 있더라도 궁극적으로는 깨달음을 이룰 수 있다고 주장한다. “일체의 번뇌가 곧 여래의 종성이다.”라고 하여 불법은 번뇌 가운데 나타난다고 하였다.

## 번역

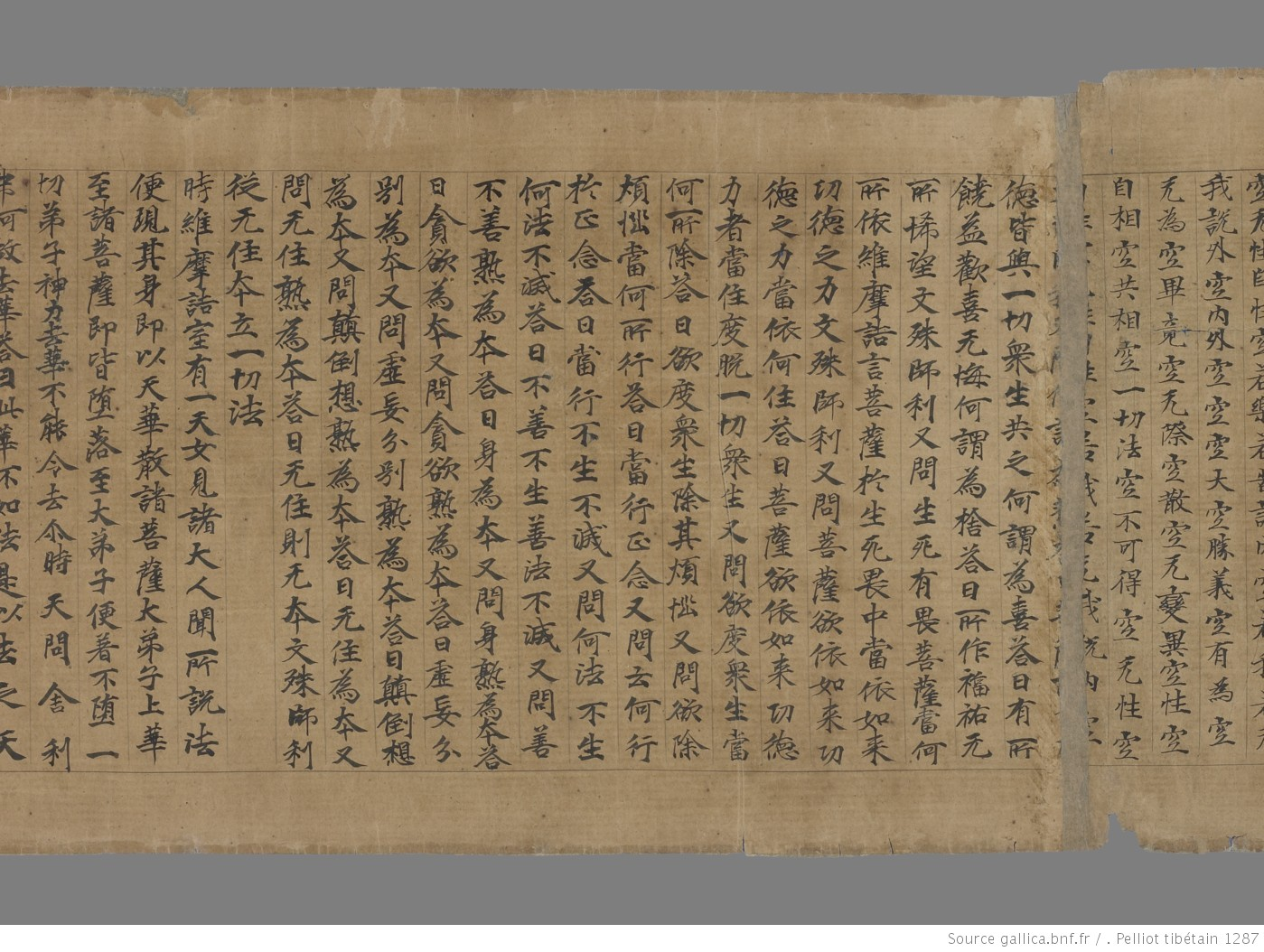
돈황(敦煌)에서 발굴된 《토번찬보전기》(吐蕃贊普傳記)의 사본 뒷면에 필사되어 있는 《유마경》의 일부분.

《유마경》의 산스크리트어 원본은 일부가 월칭(月稱)의 《중론석》(中論釋)이나 적천(寂天)의 《대승집보살학론》(大乘集菩薩學論)에서 인용되고 있다. 티베트역은 산스크리트어 원전에 가장 가까운 것으로 추정되고 있으며, 한역 3본(三本) 중에서는 쿠마라지바가 번역한 《유마힐소설경(維摩詰所說經)》(T.0475) 3권이 일반적으로 사용되고 있다. 한역(漢譯)으로는 다음과 같은 것들이 있다.
- 불엄조(佛嚴調) 역, 『고유마힐경(古維摩詰經)』 2권(187년)
- 오나라 지겸(支謙) 역, 『불설유마힐경(佛說維摩詰經)』(T.0474) 2권(223〜253)
- 축숙란(竺叔蘭) 역, 『비마라힐경(毘摩羅詰經)』 3권(296년)
- 축법호(竺法護) 역, 『유마힐소설법문경(維摩詰所說法門經)』1권(303년)
- 사문 지다밀(沙門 祗多密) 역, 『유마힐경(維摩詰經)』 4권(미상)
- 쿠마라지바(鳩摩羅什) 역, 『유마힐소설경(維摩詰所說經)』 3권(406년)
- 현장(玄裝) 역, 『설무구칭경(說無垢稱經)』 6권(650년)

이 가운데 현존하는 것은 지겸, 쿠마라지바, 현장역본이다. 한역 중 (산스크리트어 원전에 가장 가까운 것으로서 인정받는) 티베트역과 가장 일치하는 것은 현장 역인데, 전통적으로 쿠마라지바의 역본이 가장 많이 읽히고 있다. 쿠마라지바의 번역이 원문 용어의 정확성보다는 그 뜻을 쉽게 전달하기 위한 의역을 위주로 했던 것에 기인한다. 현장이 직역한 유마경 즉 설무구칭경은 문장 스타일은 다소 딱딱하나마 원문의 뜻을 덜 손상하는 방향을 추구하였다.
이 밖에 호탄(于闐)어로 번역된 단편과, 페르시아의 한 방언인 소그드(Sogdh, 栗特)어 번역본 일부가 전해지고 있다.

## 주석서

### 인도의 주석서
세친(世親)의 주석서가 있었다고 하지만 현재 남아 있지 않다.

### 중국의 주석서
- 구마라집의 『유마경소(維摩經疏)』
- 승조(僧肇)의 『주유마힐경(註維摩詰經)』(유마힐소설경주)
- 수나라 혜원(慧遠)의 『유마힐기(維摩詰記)』
- 수나라 지의(智顗)의 『유마경현의(維摩經玄義)』
- 수나라 지의(智顗) 설 담연(湛然) 약(略)의 『유마경약소(維摩經略疏)』
- 지원(智圓)의 『유마경약소(維摩經略疏)』, 『수유기(垂裕記)』
- 길장(吉藏)의 『정명현론(淨名玄論)』, 『유마경의소(維摩經義疏)』
- 당나라 규기(窺基)의 『설무구칭경소(說無垢稱經疏)』
- 전등(傳燈)의 『유마경무아소(維摩經無我疏)』
- 양기원(揚起元)의 『유마경평주(維摩經評註)』
- 정연(淨挺)의 『유마힐경요설(維摩詰經饒舌)』

## 같이 보기
- 대승 경전
- 대승불교
- 비말라키르티
- 왕유

## 참고 문헌
- 이 문서에는 다음커뮤니케이션(현 카카오)에서 GFDL 또는 CC-SA 라이선스로 배포한 글로벌 세계대백과사전의 "종교·철학 > 세계의 종교 > 불교 > 불교의 성전 > 유마경" 항목을 기초로 작성된 글이 포함되어 있습니다.
- 본 문서에는 지식을만드는지식에서 CC-BY-SA 3.0으로 배포한 책 소개글을 기초로 작성된 내용이 포함되어 있습니다.